# KPackage
KPackage曾是KDE的软件包管理系统圖形前端。
它支援BSD、Debian、Gentoo、RPM及Slackware套件。提供了一個管理及升級已安裝的套件和新套件的安裝及取得。另外，它也提供一個功能協助管理套件快取。KPackage曾是kdeadmin的一部份，並在KDE.org上開發。
KPackage的後繼者為Shaman2。

## 外部連結
- KPackage使用者wiki （页面存档备份，存于）